# Poder judicial de la República Democrática Alemana

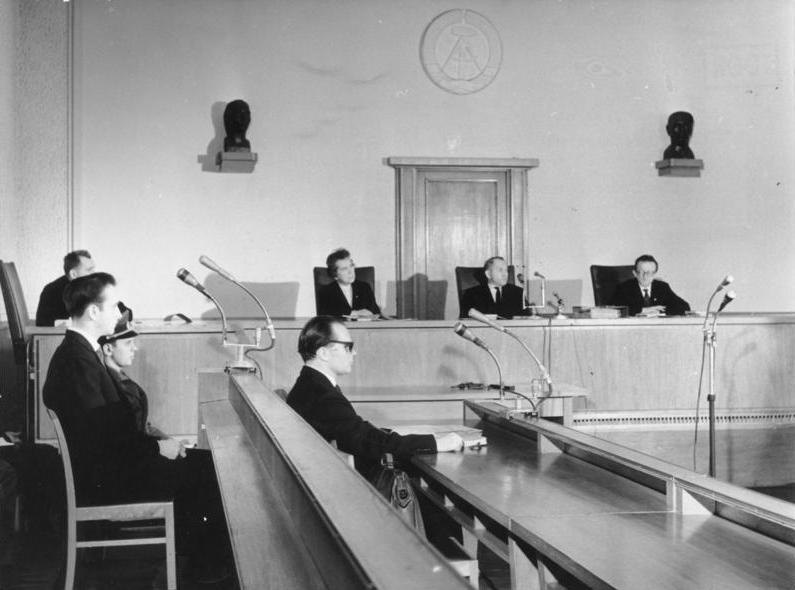
Proceso contra el cooperador a la fuga Harry Seidel, considerado una farsa judicial, 1962

El poder judicial de la República Democrática Alemana estaba configurado, conforme a la teoría legal del marxismo-leninismo, como un órgano de ejecución de la voluntad del Partido Socialista Unificado de Alemania (en español, PSUA; en alemán, SED), por contraste con la función de control de la actuación administrativa y de juicio y ejecución de las resoluciones judiciales común en las democracias liberales. Mientras que en estos regímenes prima la libertad como valor superior del ordenamiento jurídico, los fines jurídicos del derecho en la RDA eran la convivencia ordenada y pacífica de los ciudadanos.
En el orden privado y en delitos comunes, la justicia de la RDA se caracterizaba por su flexibilidad y por una relación de proximidad entre los órganos judiciales y las partes, motivada por la voluntad de jueces y magistrados de involucrarse en las causas que ante ellos se presentaban. Sin embargo, en materias políticas, la regla era la obediencia estricta a la línea de partido. En ambos casos, era común el quebranto de las garantías procesales. En los casos más significativos, el partido se encargaba de supervisar y de enmendar la acusación presentada por el Ministerio Fiscal; para otros supuestos, el partido tenía otros mecanismos de influencia.
En los últimos años de la RDA, la práctica judicial pasó a ser más regular y coherente con respecto al procedimiento y el uso de la jurisprudencia, si bien los órganos judiciales recibían instrucciones de un órgano de gobierno secreto con representantes del Ministerio Público, el Tribunal Supremo y el Comité Central del Partido. Esto contrastaba con la evidente intervención del SED en el poder judicial de los años 50, donde las sentencias ya habían sido preparadas de antemano en casos como el de los juicios de Waldheim. La Stasi también informaba puntualmente a la Secretaría General del Partido del curso de tramitación de causas particulares, y su influencia era notoria en algunos procesos, como los llevados a cabo contra neonazis en los años ochenta.
Conforme a la teoría socialista del Estado y del Derecho, que formaba parte de los currículos de las facultades de Derecho de la RDA, el aparato del Estado, formado por la burocracia, la policía, el ejército y el poder judicial, era un instrumento de poder de las clases dominantes, y la legislación, el reflejo de su poder, conforme al concepto marxista de la superestructura. Los órganos y procedimientos judiciales de la RDA se estructuraban de acuerdo con esta teoría, formando parte de la dictadura del proletariado, legitimada por una democracia socialista que propugnaba los derechos de sufragio y petición como fuente de su poder. La unificación forzada del Partido Comunista y el Partido Socialdemócrata en el SED hizo del nuevo partido el “único representante de la clase obrera”, lo que influyó en la producción normativa y la composición de los órganos judiciales del país.

## Carrera judicial
El programa del SED otorgaba al poder judicial la función de “disciplinar al Estado y a la clase trabajadora para reforzar la confianza legítima de los ciudadanos”. Por ello, se solía hacer hincapié en el reclutamiento de jueces y fiscales entre “camaradas con conciencia de clase”. Se solían seleccionar candidatos con experiencia laboral previa o formación para el trabajo técnico; si carecían de ella, se les asignaban tareas en esos campos. Pocas universidades ofrecían licenciaturas en derecho, y los estudiantes solían ser cribados por el Ministerio de Justicia, el partido y la Stasi, quienes hacían un seguimiento posterior de las vidas de los licenciados. Los planes de estudio de derecho en la RDA tenían una gran carga ideológica y estaban sujetos a inspección y vigilancia continuas por parte de las autoridades; las asignaturas impartidas incluían Comunismo científico, Fundamentos de la Historia del Movimiento Obrero y Ética marxista-leninista. En los primeros años, se recurrió a “magistrados populares” con una formación de unos pocos meses para sustituir al gran número de funcionarios de la carrera judicial recusados por haber sido colaboradores del régimen nacionalsocialista.
Los jueces debían ser seleccionados entre “personas de reconocida personalidad socialista y conciencia de clase firme”. Los consejos de distrito municipal y de distrito seleccionaban a sus jueces respectivos; la Cámara Popular elegía a los magistrados del Tribunal Supremo a propuesta del ministro de Justicia por cuatro (y después por cinco) años, lo cual equivalía, por la ausencia de separación de poderes, al nombramiento directo. Por estos motivos, la carrera judicial no solía ser atractiva. Quienes sí optaban por ella debían ser leales a la línea de partido, “contribuir activamente a la implementación eficaz de las resoluciones del partido” y “preservar su puridad y unidad”. Los jueces díscolos solían ser fáciles de detectar: no eran reelegidos al final de su mandato, en casos excepcionales se les cesaba y en otros eran destinados como mediadores y árbitros laborales. En ocasiones extraordinarias, podían ser condenados penalmente; el juez del distrito municipal de Teterow Uwe Gemballa fue condenado a año y medio de prisión por inducción a injurias contra el Estado debido a su postura discordante con las órdenes oficiales. En esos casos, también se les podía degradar a jueces de paz. 

## La abogacía en la RDA
El número de abogados en ejercicio en la RDA a fecha de su desaparición era de alrededor de 530. La mayoría de ellos eran miembros del Colegio de Abogados de su distrito. Aunque legalmente se adquiría la condición de abogado por la colegiación, en la práctica los abogados eran filtrados por el Ministerio de Justicia, el PSUA y la Stasi. Como resultado, las cifras de nuevos abogados eran muy bajas, del orden de 20 nuevos letrados colegiados por año, pues solo eran seleccionados los profesionales que podían ser útiles al partido y la Stasi. La abogacía era una profesión de prestigio en el país, con una remuneración elevada y un alto grado de independencia, pero un 40 por ciento de la facturación anual tenía que ser abonada al Colegio en un pago único que cubría su seguro de responsabilidad civil. Hasta los años sesenta la abogacía era vista con hostilidad por el poder judicial, y era común seguir una estrategia de creación de indefensión en los supuestos de asignación de abogados de oficio. Posteriormente, se introdujo el concepto de “letrado socialista”, y durante el mandato de Erich Honecker más de la mitad de los abogados en ejercicio eran miembros del SED. También era común que los abogados fueran colaboradores informales de la Stasi; se estima que en las décadas de los setenta y ochenta un 16,7 por ciento de los abogados de provincias y un 34,8 por ciento de los de Berlín Este colaboraban con la policía política. Además, el partido y el Ministerio de Seguridad del Estado tenían un cuerpo de abogados de confianza para comedidos específicos.
Muchas personalidades de la RDA y de la Alemania reunificada se dedicaban a la abogacía. De 1988 a 1989, Gregor Gysi fue el Decano del Colegio de Abogados de Berlín Este y a la vez Presidente del Decanato de los 15 Colegios de Abogados de la RDA. El negociador de los intercambios de prisioneros políticos por divisas entre la RFA y la RDA, Wolfgang Vogel, también era abogado; tenía licencia para ejercer en Berlín Oeste y recibía minutas en marcos alemanes. El jurisconsulto y penalista Friedrich Karl Kaul también se encargó de la defensa de activistas de izquierda en la RFA como la cazadora de nazis Beate Klarsfeld, y era el director del programa de divulgación legal de la televisión de la RDA Pregunte al Profesor Kaul. Friedrich Wolff era un conocido letrado berlinés que asumió la defensa de oficio de muchos políticos de Alemania Occidental con antecedentes en el régimen nazi, como Theodor Oberländer (1960) o Hans Globke (1963). Posteriormente defendió a antiguos líderes del régimen comunista como Erich Honecker, Hans Modrow y Werner Grossmann. Wolff también dirigió el programa de consultas legales Alles im Recht.
Muchos abogados destacados fueron figuras destacadas en el fin de la RDA. Posteriormente, algunos de ellos han sido acusados de tener lazos con la Stasi, como Gregor Gysi (miembro del PSUA y luego líder del Partido del Socialismo Democrático), el primer ministro democratacristiano Lothar de Maizière, el conservador Wolfgang Schnur, el activista de derechos civiles Rolf Heinrich y el abogado mercantil Peter-Michael Diestel, miembro de la Unión Social Alemana, un partido conservador.

## La Stasi como órgano de investigación
El Ministerio para la Seguridad del Estado (MfS, Stasi) también tenía potestades de seguridad pública e investigatorias, junto a las de policía y aduana, conforme a la Ley de Enjuiciamiento Criminal de 1968. Su División Novena de Investigación Central se encargaba de la instrucción de todas las causas políticas, y su División Undécima tenía asignados las causas de crímenes de guerra y del régimen nacionalsocialista. Esta división tenía sus servicios centrales en la sede de la Stasi de Berlín y servicios periféricos en todos los distritos, que tenían idénticas potestades. La Stasi tenía sus propios centros de internamiento en Berlín y en el resto de los distritos, a cargo de la División Decimocuarta, de la que dependía funcionalmente la cárcel de Bautzen II, donde el Ministerio asignaba a sus cargos de confianza para ejercer funciones de intervención y control sobre los presos políticos internados. Sin embargo, pese a ser llamada “la jaula de la Stasi”, la cárcel de Bautzen II dependía orgánicamente, como todos los centros penitenciarios de la RDA, del Ministerio del Interior, y la mayoría de su personal estaba adscrito a la Policía Popular.

## Indultos
Se concedieron indultos a delincuentes comunes los días 7 de octubre de 1972, 1979 y 1987, en conmemoración del día nacional de la RDA.

## Jurisdicción Cívica o de lo Social (Comités de Conflicto y Comités de Arbitraje)
La jurisdicción cívica o de lo social estaba compuesta por "órganos de administración socialista de justicia" presididos por ciudadanos jurados, y comprendía los Comités de Conflicto y Comités de Arbitraje. La jurisdicción cívica conocía de los litigios laborales, incluidos los que se producían en el seno de las Comisiones de Promoción de la Productividad (unos órganos de participación laboral en que los trabajadores podían hacer propuestas de innovación o mejora en el proceso productivo), litigios civiles, causas delegadas por la fiscalía o los órganos judiciales; injurias, calumnias, allanamientos; y el régimen disciplinario de los centros de enseñanza obligatoria. El artículo 92 de la Constitución de la RDA de 1968 especificaba que

El ejercicio de la potestad jurisdiccional en la República Democrática Alemana corresponde al Tribunal Supremo, los tribunales de distrito, los juzgados municipales y los juzgados cívicos en el marco de las funciones que la ley les atribuya.
Artículo 92 de la Constitución de la República Democrática Alemana de 1968

## Jurisdicción contencioso-administrativa
Durante la posguerra se restauró la jurisdicción contencioso-administrativa en los Länder de Turingia, Brandeburgo y Mecklemburgo, y pese a estar recogida en el artículo 138 de la Constitución de la RDA de 1949, su planta fue abolida con la reforma administrativa de 1952 y el Congreso de la Academia de Jurisprudencia y Legislación de Babelsberg de 1958 determinó la canalización de las disputas administrativas por el derecho de petición. En 1971, se introdujo una lista de resoluciones susceptibles de recurso contencioso-administrativo. Este sistema fue desarrollado en julio de 1989, pero nunca fue puesto en práctica.
En seguridad social, se preveían órganos económico-administrativos en la central sindical única, la FDGB, y ante la administración de la seguridad social. También había una jurisdicción administrativa eclesiástica, pues el clero no podía acudir a la jurisdicción ordinaria.

## Jurisdicción civil
El derecho civil de la RDA distinguía entre derecho de la persona, que incluía el derecho de sucesiones, regulado por el Código Civil de la RDA (ZGB), y el derecho de familia, regulado por el Código de Familia. El derecho laboral estaba regulado por el Código del Trabajo de la RDA. El derecho mercantil socialista, basado en la Ley de Contratos, estaba separado del derecho civil, rompiendo con la tradición jurídica alemana, y contaba con su propia jurisdicción, organizada en torno al Tribunal de Contratos del Estado.
La legislación de derechos reales de la RDA separaba el derecho de propiedad de las edificaciones del de los terrenos sobre los que se edificaba, puesto que toda la tierra era considerada propiedad popular, de titularidad estatal. Ello generó problemas en la tramitación de los expedientes de reversión de tierras expropiadas a sus propietarios legítimos a la caída de la RDA. Este problema fue solventado permitiendo a los propietarios de las construcciones adquirir las tierras aledañas a un bajo precio a través de la llamada Ley Modrow, promulgada el 7 de marzo de 1990. La ausencia de un mercado inmobiliario auténtico reducía la mayoría de las relaciones jurídicas a instituciones como la permuta o a disputas sobre titularidad; el Registro de la Propiedad era una institución irrelevante y el derecho inmobiliario tenía un papel secundario. Asimismo, la ausencia de diferencias sociales y de propiedad entre ciudadanos restaban importancia al derecho civil en el área de derechos reales.
Por contraste, el derecho de familia era una materia con una gran actividad. El divorcio no tenía requisitos especiales, solía concederse de manera automática, su costo era bajo y las pensiones de compensación entre cónyuges tenían una duración y cuantía reducidas, con lo que la RDA tenía una de las tasas de divorcio más altas del mundo, junto a una elevada cifra de matrimonios y de segundos matrimonios.

## Garantías jurídicas y estado de derecho en la RDA

#### Práctica judicial
El poder judicial en la RDA no era independiente, pues la separación de poderes típica de los regímenes “burgueses democráticos” era inexistente los países socialistas. Muchos jueces también tenían acta de diputado, y el Tribunal Supremo se consideraba un órgano adscrito a la Cámara Popular. Por otro lado, las normas emanadas de la Cámara Popular no se sometían a control judicial, pues ello contradiría la concepción del Estado socialista basada en el centralismo democrático. Por todos estos motivos, el poder judicial se concebía como uno de los órganos de construcción del socialismo en la RDA de la mano del PSUA.
Las causas políticas estaban sujetas a una notoria arbitrariedad, especialmente durante la Guerra Fría. El delito de sedición estaba previsto por la Constitución de la RDA sin incluir un marco penológico concreto. La reforma del Código Penal de 1957 introdujo nuevos delitos con supuestos de hecho muy amplios y conceptos jurídicos indeterminados, con lo que las acusaciones y condenas por “sabotaje”, “inducción a actividades antiestatales” o “tráfico de personas transfronterizo” eran muy comunes (artículos 104 a 106 del Código Penal), así como las penas por “desórdenes públicos por comportamiento antisocial” (artículo 249 del Código Penal), bandidaje o asociación ilícita (artículos 215 y 219 del Código Penal). El derecho a un juez predeterminado por ley era una farsa, pues la Stasi y la policía controlaban los juzgados de guardia encargados de la detención y prisión provisional. No existía un sistema de reparto de asuntos judiciales ni de turno entre tribunales y el Tribunal Supremo podía avocar para sí la competencia sobre cualquier causa penal de manera discrecional.
En materias de derecho civil, como pleitos de familia y divorcio, las resoluciones eran predecibles. La mediación y arbitraje solían tener una capacidad de innovación considerable y una alta eficacia. Los jueces de paz y jurados ciudadanos eran equiparados a los jueces de carrera por la población.
El derecho penal de la RDA era progresista en materias como la despenalización del aborto (1972) y de la homosexualidad (1968) en comparación con la RFA, con un régimen todavía restringido. Sin embargo, la abolición de la pena de muerte no tuvo lugar hasta 1987. La última ejecución tuvo lugar en 1981 mediante tiro en la nuca; el condenado fue Werner Teske, un capitán de la Stasi acusado de tentativa de traición, apropiación indebida y deserción a la RFA. La doctrina jurídica tenía un desarrollo escaso y las normas solían tener una redacción clara y fácil de entender. Por ello, los únicos materiales usados en las facultades de derecho eran libros de texto y comentarios a las leyes publicados por el Ministerio de Justicia. La única publicación que recogía debates doctrinales era la revista mensual Neue Justiz.
Por la arbitrariedad de los órganos judiciales y la falta de garantías jurídicas, la RDA es considerada un Estado de no-Derecho (Unrechtsstaat), un término criticado por ser empleado para hablar del régimen nazi. El propio régimen socialista rechazaba el concepto de Estado de Derecho, pues lo tildaba de formalista, y en su lugar planteaba el concepto de “legalidad socialista”. Hasta 1958 también se usó de forma indistinta el término “legalidad democrática”, vinculado directamente al papel del partido en el Estado.

#### Independencia judicial
La RDA encontró a su fundación el mismo problema que el régimen nazi en 1933: la necesidad de reinterpretar una ley fundamentalmente diferente en cuanto a los valores superiores de su ordenamiento. En ambos casos, el poder judicial cumplió con el comedido que se le asignó, con la diferencia de que la RDA contó con más tiempo para implementar su cosmovisión ideológica sobre la administración socialista de justicia.
A tal fin, la “legalidad socialista” rechazaba la teoría de la exégesis, pues la interpretación válida de la norma derivaba del contenido político que el Estado le atribuía. A tal fin, y puesto que no toda norma era fácilmente interpretable desde la teoría socialista, los órganos judiciales solían recibir instrucciones directas en los casos con más carga política, al estilo de las circulares judiciales del Tercer Reich. Ya a principios de 1946, los cursos de magistrados populares se centraban más en una cosmovisión de clase que en la dogmática jurídica. Posteriormente, el "desarrollo y formación de la personalidad socialista” se equiparó en importancia al mérito o capacidad para ocupar cargos o profesiones, pues la ideología socialista debía impregnar el proceso de educación y formación. Como consecuencia, muchos magistrados que se iniciaron en la carrera judicial durante el período tenían una visión política de su profesión.
Para controlar a un cuerpo de magistrados ya de por sí politizado, se diseñó un sistema de supervisión sin equivalencia en la historia judicial alemana del siglo XX, comenzando por el reclutamiento de los estudiantes de derecho y continuando hasta su formación. Puesto que el juez solía ser también miembro del partido, su sometimiento a la autoridad era doble. Los decanatos de los tribunales se encargaban de la comunicación con las autoridades, y los procedimientos se controlaban mediante el reparto de asuntos, las circulares semanales y las directrices impartidas en entrevistas con los magistrados. Además, el Tribunal Supremo controlaba a los órganos judiciales inferiores mediante la jurisprudencia que dictaba, el examen y enmienda de las sentencias de otros tribunales, los requerimientos y avocación de sumarios, la potestad de inspección, las reuniones, deliberaciones y circulares. El Ministerio de Justicia y la Fiscalía General solían emitir circulares conjuntas donde exigían “castigos ejemplares” en casos particulares. En la jurisdicción civil, la participación del Ministerio Fiscal como “defensor de la legalidad socialista” garantizaba el control político del proceso.
En el caso de personas políticamente indeseables, el poder judicial recibía instrucciones directas de la Stasi y el gobierno de la RDA. Como consecuencia, los “juristas” formados en la Universidad del Ministerio para la Seguridad del Estado de Potsdam-Eiche y otras instituciones dependientes de la Stasi no están habilitados para el ejercicio de la abogacía o el acceso a la carrera judicial en Alemania.
Tras la reunificación, que supuso la sustitución del ordenamiento jurídico de la RDA por las normas y disposiciones de la República Federal, de conformidad con el artículo 8 del Tratado de Unificación, el acceso a la abogacía en los nuevos Länder fue reestructurado y adaptado a los principios del régimen fundamental de libertad y democracia previsto por el artículo 21.2 de la Ley Fundamental de la República Federal de Alemania.

## Teoría de la autotutela socialista
Poco antes de la construcción del Muro de Berlín, el Comité Central del PSUA autorizó, como medio de repeler acciones contrarias al orden político, la legítima defensa socialista, o la ley socialista del más fuerte. Esta teoría fue introducida con una declaración política el 4 de octubre de 1960 y reflejada en una circular judicial del 30 de enero de 1961. Propugnaba que la sociedad socialista, y por ello el individuo, debían mostrar proactividad contra los delitos que presenciaran.
La sentencia de 15 de enero de 1959 del tribunal de distrito de la ciudad de Potsdam, conocida como “sentencia del transistor”, es un precedente de esta tendencia. El demandante estaba escuchando la emisora del sector americano de Berlín Occidental, RIAS, cuando fue increpado por un viandante, quien le exigió que sintonizara la radio de la RDA. Ante su negativa, el transeúnte destruyó su transistor. Ante la reclamación de daños, el tribunal determinó que

de conformidad con el artículo 228 del Código Civil alemán, está exento de responsabilidad quien destruye o daña un objeto para evitar un peligro inminente para sí o para otro. La prueba practicada evidencia que el demandante tenía la radio encendida con tal volumen que los transeúntes podían escuchar el comentario injurioso de RIAS, y, por ello, se ha autoinculpado como altavoz de injurias contra el Estado.
Sentencia del Tribunal de Distrito de la Ciudad de Potsdam del 15 de enero de 1959

La sentencia apareció en la publicación legal de referencia de la RDA, Neue Justiz, y se convirtió en una resolución modélica en años posteriores, legitimando acciones como la campaña de destrucción de antenas de televisión por miembros de la Juventud Libre Alemana. En el momento de construcción del Muro de Berlín, la prensa germanooriental también apoyaba la autotutela socialista. El 16 de junio de 1961, el Leipziger Volkszeitung incluía un artículo titulado “Los provocadores lo pagan caro” que alababa a unos trabajadores por haber dado una paliza a un hombre que brindó por los políticos occidentales Ernst Lemmer y Willy Brandt.
El 13 de agosto de 1961, Horst Schumann, líder de la FDJ, llevó el concepto de la legítima defensa al extremo al proclamar una “orden de combate”:

Ni media palabra con los provocadores: dadles su merecido y entregadlos a la policía […] Poned en su lugar de inmediato a quienes osen criticar al Ejército Rojo; al mejor amigo del pueblo alemán, el camarada Jrushchov; o al camarada Walter Ulbricht, presidente del Consejo del Estado.
Horst Schumann, miembro de la Juventud Libre Alemana y líder antifascista

## Demarcación y planta judicial

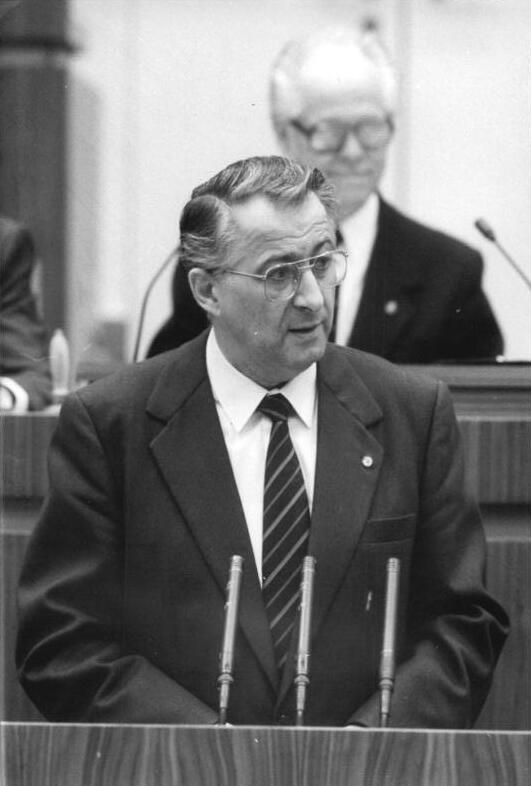
Comparecencia del fiscal general Günter Wendland ante la Cámara Popular, 1989

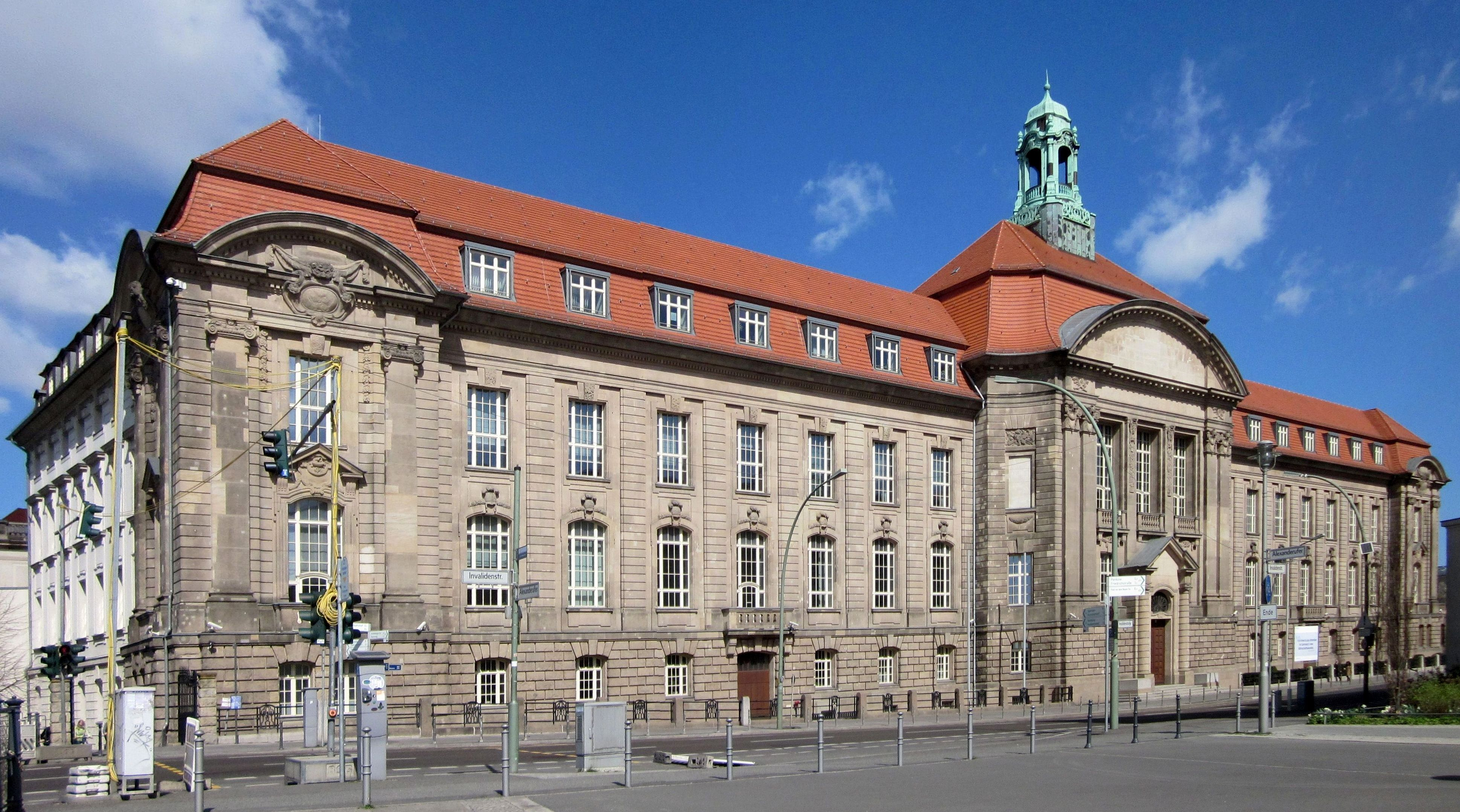
Sede del Tribunal Supremo de la RDA

### Ministerio de Justicia
- Ministro
  - Secretario de Estado (encargado del personal y organización de los órganos judiciales)
  - Viceministro responsable del Consejo Económico y Legislativo.

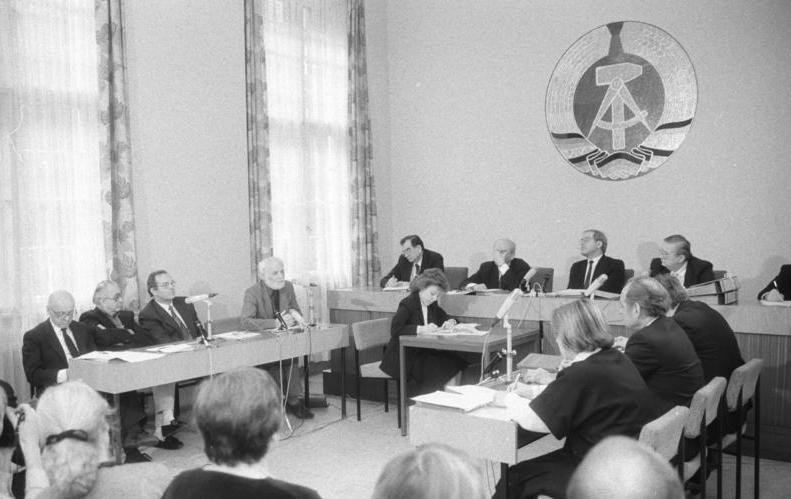
Vista en una casación de sentencia en el Tribunal Supremo en 1990. Los recurrentes habían sido condenados por traición en 1957.

  - Viceministro encargado de organización y administración.
  - Viceministro de la Jurisdicción Militar.
  - Viceministro responsable de las relaciones jurídicas entre la RFA y la RDA.

### Tribunales
- Tribunal Supremo de la RDA, con sede en Berlín. Ostentaba competencias de orientación y dirección de los tribunales inferiores mediante órdenes vinculantes, circulares, monográficos e instrucciones. Las órdenes eran impartidas a los magistrados presidentes de los tribunales inferiores en reuniones de frecuencia semanal. Se organizaba en tres salas: de lo Penal, de lo Civil, Familia y Trabajo, y Militar, presididas por magistrados del Tribunal.
  - Tribunales de Distrito en los 15 distritos de la RDA, incluido Berlín.
    - Juzgados de Distrito y de Distrito Urbano, a los que se adscribían los agentes ejecutores.
      - Juzgados Cívicos, que comprendían las Comisiones de Conflictos y Arbitraje, presididas por árbitros voluntarios seleccionados entre los ciudadanos.

### Fiscalía
- Fiscalía General de la RDA. Era un órgano independiente del poder judicial con organización centralizada. El fiscal general era elegido por la Cámara Popular, nombraba a los fiscales de distrito y les impartía instrucciones, que eran posteriormente trasladadas a los fiscales locales, seleccionados a nivel de distrito. Este método de organización se quedó obsoleto con la abolición de la organización administrativa de la RDA. Los nombramientos de los fiscales de distrito y locales debían contar con el beneplácito de las Secretarías Primeras respectivas del PSUA.
- Fiscales Militares. Eran miembros del Ejército Popular Nacional, tenían el rango de oficiales y se asignaban a divisiones militares. El fiscal jefe de la NVA estaba sometido a la jurisdicción civil, pues estaba subordinado al fiscal general de la RDA.
- El fiscal general y los fiscales de distrito tenían la potestad organizativa a nivel funcional de los fiscales a su cargo para destinarlos a determinados casos a nivel de distrito o local.
- La Fiscalía también asumía competencias de armonización y unificación del Derecho. Podía supervisar a la jurisdicción cívica, especialmente en lo laboral, para garantizar la aplicación de criterios uniformes y detectar, en su caso, las desviaciones de dichos criterios. Los fiscales podían enviar requerimientos a la dirección de las empresas para que subsanaran las infracciones de dichos principios.

### Justicia militar
- Sala de lo Militar del Tribunal Supremo de la RDA
  - Tribunales Superiores Militares de Berlín, Leipzig y Nuevo Brandeburgo
    - Tribunales Militares de Berlín, Cottbus, Magdeburgo/Stendal, Dresde, Erfurt, Halle, Nuevo Brandeburgo, Potsdam, Rostock y Schwerin
- Fiscales Militares desde 1956

### Notariado
La mayoría de las competencias del notariado las ostentaban los secretarios judiciales de los tribunales de distrito. El ejercicio privado de la notaría era muy reducido.

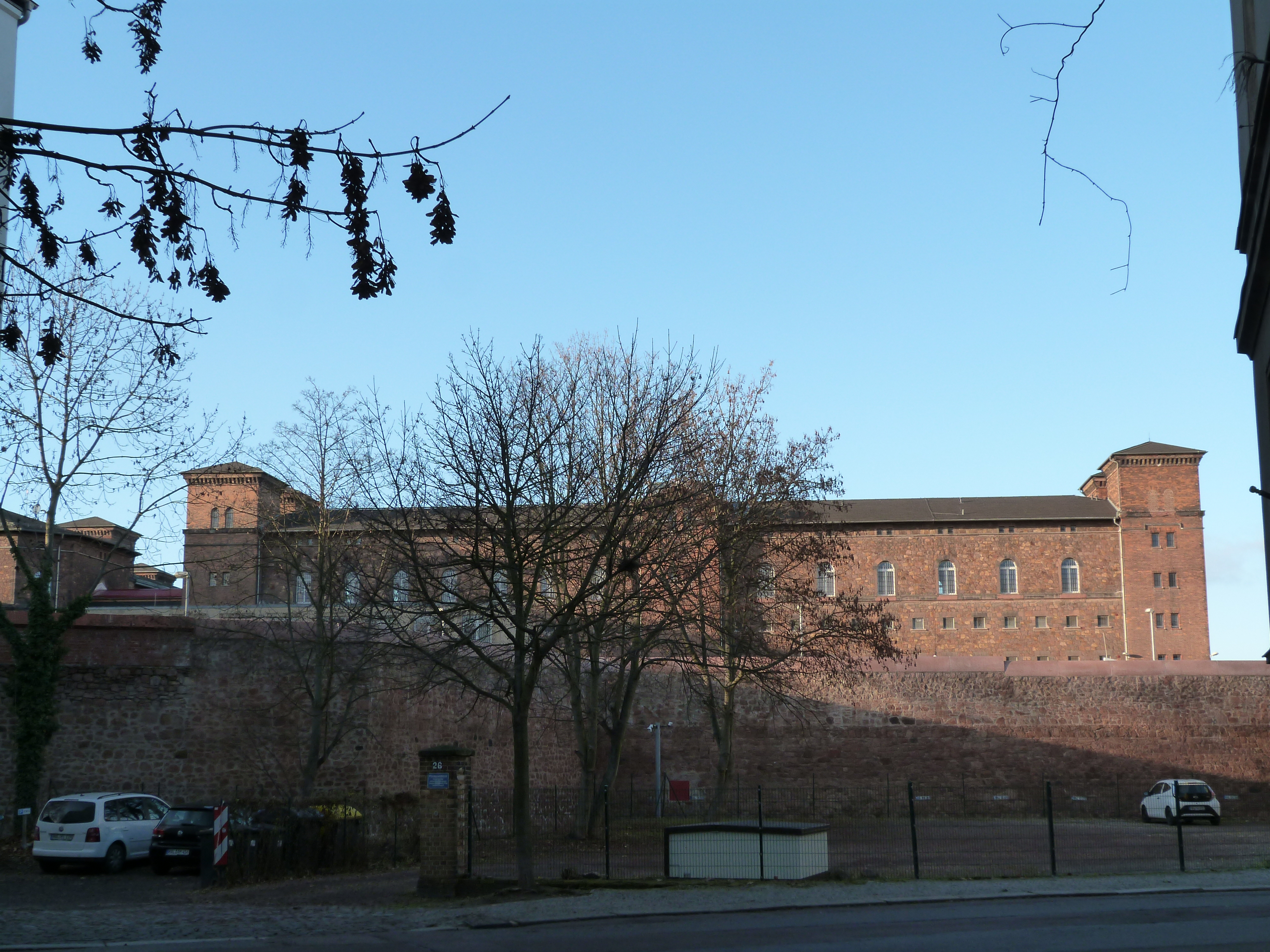
Penitenciaría de Naumburgo, usada por la Stasi como centro de detención

### Centros penitenciarios
Los centros penitenciarios masculinos recibían el nombre de Unidades de Ejecución de Pena (Strafvollzugseinrichtungen, StVE); las cárceles femeninas eran llamadas Secciones de Ejecución de Pena (Strafvollzugsabteilungen, StVA). La distinción entre arresto y prisión fue abolida con la reforma del Código Penal de 1968. Los principales centros penitenciarios incluían:
- Cárceles de Bautzen I y II, de presos políticos.
- Cárcel de Cottbus (desde los años 60, destinada a condenados a penas de más de 5 años. El personal era entrenado por la Stasi, con lo que la población reclusa la comprendían en gran cuantía presos políticos, la mayoría de ellos en tránsito tras haber sido canjeados por divisas).
- Cárcel de Mujeres de Hoheneck.
- Cárcel de Brandeburgo -Görden.
- Fuerte Zinna, Torgau .
- Cárcel de Waldheim .
- Penitenciaría de Naumburgo, para presos políticos con penas abonadas (hasta 2 años).
- Penitenciaría de Halle, conocida como "el correccional del Buey Rojo"; centro de detención de investigados por la Stasi.
- Correccional Militar de Schwedt.

En todos los distritos había centros de detención preventiva titularidad de la Stasi y el Ministerio del Interior. La prisión central de la Stasi se encontraba en el barrio de Hohenschönhausen de Berlín, y en la actualidad es un museo y memorial.

### Tribunal de Contratos del Estado
Era un órgano dependiente del Consejo de Ministros. Conocía de los conflictos contractuales entre empresas en el marco de la economía socialista. Podía imponer multas de hasta 500 000 marcos de la RDA. Tenía adscrito el Registro de Empresas Populares, el equivalente socialista al Registro Mercantil.
- Tribunal Central de Contratos de Berlín.
  - Tribunales de Contratos de Distrito.

### Oficina para la Defensa de la Propiedad de la RDA
Órgano dependiente del Consejo de Ministros, encargado de la administración de la propiedad titularidad de ciudadanos de la República Federal de Alemania y de la administración del patrimonio de la RDA en el extranjero.

## Estadísticas de procedimientos
| Órgano                             | Órgano                                        | Tipo de asunto         | 1970   | 1985      |
| ---------------------------------- | --------------------------------------------- | ---------------------- | ------ | --------- |
| Jurisdicción ordinaria             | Juzgados Municipales y Tribunales de Distrito | Penal (condenas)       | 63.214 | 59.574    |
| Jurisdicción ordinaria             | Juzgados Municipales y Tribunales de Distrito | Civil                  | 30.606 | 55.280    |
| Jurisdicción ordinaria             | Juzgados Municipales y Tribunales de Distrito | Familia                | 65.507 | 88.356    |
| Jurisdicción ordinaria             | Juzgados Municipales y Tribunales de Distrito | Laboral                | 6.058  | 14.311    |
| Jurisdicción ordinaria             | Jurisdicción cívica                           | Penal, civil y laboral | 65.905 | 93.330    |
| Jurisdicción ordinaria             | Jurisdicción militar                          | Justicia militar       | 1.571  | 760       |
| Tribunal de Contratos del Estado   | Tribunal de Contratos del Estado              | Conflictos económicos  | 30.565 | sin datos |
| Órganos económicos-administrativos | Órganos económicos-administrativos            | Seguridad Social       | 8.130  | 5.893     |

## Legislación fundamental
- Constituciones de la RDA.
  - Constitución de la República Democrática Alemana de 7 de octubre de 1949.
  - Constitución de la República Democrática Alemana de 8 de abril de 1968, sometida a proceso participativo y referéndum ratificatorio. 
    - Reformada el 27 de septiembre de 1974.
- Código del Trabajo de 1950.
- Ley de Planta Judicial de 1952, que introdujo un sistema de triple instancia.
- Reglamento de Peticiones de 1953.
- Ley de Cooperativas de 1959.
- Código de Derecho de Familia de 1966 (deroga los libros dedicados a Familia del Código Civil alemán).
- Ley de Ciudadanía de la RDA de 1967.
- Código Penal y Ley de Enjuiciamiento Criminal de 1968.
  - Leyes de reforma del Código Penal de 1974, 1977, 1979, 1987 y 1988.
- Ley de Responsabilidad Patrimonial del Estado de 1969 (parcialmente traspuesta como legislación de los Länder desde el 3 de octubre de 1990)
- Código Civil de la RDA de 1976. Deroga el Código Civil alemán, interpretado conforme al orden socialista hasta entonces.
- Ley de Contratos, reformada en 1982.
- Ley Modrow de 7 de marzo de 1990. Permitió la adquisición a bajo costo de la tierra aledaña a los propietarios de viviendas.

## Asociaciones jurídicas
La Asociación de Juristas de la RDA se fundó el 16 de julio de 1949. La presidencia solía simultanearse con la del Tribunal Supremo, y estaba vinculada a la Association internationale des juristes démocrates de Bruselas. También había sociedades de Derecho Internacional y Derecho Marítimo. La máxima condecoración estatal era la Medalla al Mérito Jurídico, establecida en 1979, y acompañada de un premio de 5.000 marcos por "contribuciones excepcionales a la consolidación de la legalidad socialista y servicios a la Administración de Justicia". Se concedió esta medalla a, entre otros, la exministra de Justicia Hilde Benjamin y al ministro de la Seguridad del Estado Erich Mielke.

## Formación e investigación jurídica
Hasta los años 50, la RDA siguió el sistema de selección clásico de los abogados en Alemania que sigue en vigor hoy: formación académica, primer examen de estado, período de prácticas y segundo examen de estado. Posteriormente, se introdujo el modelo de selección por obtención del llamado Diploma-Jurist, que actualmente funciona como un máster no habilitante para el ejercicio de la abogacía. El sistema de formación y selección fue variando con el fin de hacerlo más práctico. En cualquier caso, el acceso a la carrera de derecho se llevaba a cabo en el marco de programas establecidos por el Ministerio de Justicia o la Fiscalía General. El Diploma-Jurist consistía en cuatro años de formación y un año de práctica para jueces, fiscales y notarios. Los estudiantes de judicatura, abogacía y notaría se formaban en la Universidad Humboldt de Berlín; los de fiscalía y oficiales de aduanas estudiaban en Jena, y los letrados-economistas en Halle y Leipzig. Los secretarios judiciales recibían su formación en la Escuela Jurídica de Weimar.
La reforma de la educación superior de septiembre de 1951 otorgó poderes de supervisión sobre el sistema universitario al PSUA y acabó con la autonomía universitaria. El gobierno universitario se atribuyó primero a una Secretaría de Estado y posteriormente al Ministerio de Educación Técnica y Superior. A partir de 1974, los estudios de derecho comenzaron a considerarse cada vez más como una disciplina secundaria, y la carga lectiva de las asignaturas de contenido ideológico llegó al 43 por ciento en dicho período. En este momento comenzó, asimismo, la especialización de cada departamento y facultad de derecho.
La Universidad del Ministerio para la Seguridad del Estado de Potsdam-Eiche era el centro de formación de los agentes de la Stasi. Aunque recibían una diplomatura en Derecho, esta lo era solamente en nombre, puesto que la formación que se ofrecía no tenía contenido jurídico.
Las instituciones de investigación eran la Academia de Estudios Jurídicos y del Estado Walter Ulbricht y el Instituto de Investigaciones Jurídicas, donde se formaba a los llamados magistrados populares hasta 1960 y que posteriormente actuó como un centro de estudios sobre administración pública para funcionarios estatales y del SED.